# آندری بورزا
آندری بورزا (انگلیسی: Andrei Borza؛ زادهٔ ۱۲ نوامبر ۲۰۰۵) بازیکن فوتبال اهل رومانی است.
از باشگاه‌هایی که در آن بازی کرده‌است می‌توان به باشگاه فوتبال ویتورول کنستانتسا و باشگاه فوتبال راپید بخارست اشاره کرد.
وی همچنین در تیم‌های ملی فوتبال زیر ۱۷ سال رومانی، زیر ۱۸ سال رومانی و زیر ۲۱ سال رومانی بازی کرده‌است.